# The Bunker
The Bunker è un film del 2001 diretto da Rob Green.

## Trama
Anno 1944, seconda guerra mondiale, un gruppo di sette soldati tedeschi cerca rifugio in un bunker per scampare all'assalto del nemico, trovandovi solo un anziano soldato ed una giovane recluta, e, immediatamente dopo avere ricevuto l'ordine dal comando di rimanere a presidio in attesa di rinforzi, perdono il contatto radio.

L'anziano soldato rivela loro l'esistenza di una maledizione che grava su quel luogo, raccontando un fatto ivi avvenuto in passato, dove persone dapprima amiche si erano uccise tra di loro, ammonendoli a non entrare nel tunnel sotterraneo del bunker, ma uno dei soldati, preso dal ricordo e dal senso di colpa per qualcosa avvenuto sul fronte sovietico, vi discende, dando il via ad un incubo che  farà precipitare tutti  in uno scontro fratricida dal quale solo la giovane recluta uscirà viva, per arrendersi agli americani nel frattempo sopraggiunti.

## Curiosità
La melodia armonica proveniente dalla foresta (presumibilmente suonata da un soldato americano) è L'uomo con l'armonica di Ennio Morricone, originariamente scritta per il film C'era una volta il West.